# Кавацона (Модена)
Кавацона (итал. Cavazzona) је насеље у Италији у округу Модена, региону Емилија-Ромања.
Према процени из 2011. у насељу је живело 1522 становника. Насеље се налази на надморској висини од 42 м.